# Ronda 3 de 2009 da Superleague Fórmula

A ronda em Donington Park foi a terceira do campeonato Superleague Fórmula em 2009. Na primeira corrida ganhou o clube suíço do FC Basel, com o alemão Max Wissel ao volante. Na 2ª Corrida, o vencedor foi o clube português FC Porto, com o francês Tristan Gommendy ao volante. Esta 2ª corrida ficou ainda marcada pela presença de 2 clubes portugueses nos 3 primeiros, já que o Sporting CP, que tem como piloto o igualmente português Pedro Petiz, terminou a corrida na 2ª posição.
Por fim, a 3ª corrida foi vencida pelo clube escocês do Rangers FC, com o piloto australiano John Martin.

## Resultados[1]

### Qualificação
- Devido às condições climatéricas adversas, as eliminatórias foram canceladas. Como os melhores tempos foram obtidos pelas equipas do Grupo A, os carros deste grupo ficaram com as posições ímpares da grelha de partida, enquanto que os carros do Grupo B partiram das posições pares.

#### Grupo A
| Pos. | Clube              | Equipa de Automobilismo | Piloto            | Tempo    |
| ---- | ------------------ | ----------------------- | ----------------- | -------- |
| 1    | SC Corinthians     | Alan Docking Racing     | Antônio Pizzonia  | 1:22.868 |
| 2    | FC Basel           | GU-Racing International | Max Wissel        | 1:22.907 |
| 3    | Rangers FC         | Alan Docking Racing     | John Martin       | 1:22.948 |
| 4    | AS Roma            | Azerti Motorsport       | Jonathan Kennard  | 1:22.953 |
| 5    | Sevilla FC         | Ultimate Motorsport     | Esteban Guerrieri | 1:23.036 |
| 6    | CR Flamengo        | Delta / ADR             | Enrique Bernoldi  | 1:23.067 |
| 7    | Atlético de Madrid | Alan Docking Racing     | Ho-Pin Tung       | 1:25.141 |
| 8    | PSV Eindhoven      | Azerti Motorsport       | Dominick Muermans | 1:26.199 |
| 9    | Galatasaray SK     | Ultimate Motorsport     | Scott Mansell     | 1:26.623 |

#### Grupo B
| Pos. | Clube                | Equipa de Automobilismo | Piloto            | Tempo    |
| ---- | -------------------- | ----------------------- | ----------------- | -------- |
| 1    | Olympiacos CFP       | GU-Racing International | Davide Rigon      | 1:32.414 |
| 2    | AC Milan             | Azerti Motorsport       | Giorgio Pantano   | 1:33.110 |
| 3    | Tottenham Hotspur FC | Alan Docking Racing     | Craig Dolby       | 1:33.660 |
| 4    | RSC Anderlecht       | Zakspeed                | Yelmer Buurman    | 1:33.923 |
| 5    | Liverpool FC         | Hitech Racing           | Adrián Vallés     | 1:34.551 |
| 6    | FC Porto             | Hitech Racing           | Tristan Gommendy  | 1:34.687 |
| 7    | Olympique Lyonnais   | Barazi Epsilon          | Nelson Panciatici | 1:34.727 |
| 8    | FC Midtjylland       | Hitech Racing           | Kasper Andersen   | 1:35.095 |
| 9    | Sporting CP          | Zakspeed                | Pedro Petiz       | 1:36.933 |

### Corridas

#### Corrida 1

##### Grelha de Partida
| Pos. | Clube                | Equipa de Automobilismo | Piloto            | Tempo    |
| ---- | -------------------- | ----------------------- | ----------------- | -------- |
| 1    | SC Corinthians       | Alan Docking Racing     | Antônio Pizzonia  | 1:22.868 |
| 2    | Olympiacos CFP       | GU-Racing International | Davide Rigon      | 1:32.414 |
| 3    | FC Basel             | GU-Racing International | Max Wissel        | 1:22.907 |
| 4    | AC Milan             | Azerti Motorsport       | Giorgio Pantano   | 1:33.110 |
| 5    | Rangers FC           | Alan Docking Racing     | John Martin       | 1:22.948 |
| 6    | Tottenham Hotspur FC | Alan Docking Racing     | Craig Dolby       | 1:33.660 |
| 7    | AS Roma              | Azerti Motorsport       | Jonathan Kennard  | 1:22.953 |
| 8    | RSC Andelecht        | Zakspeed                | Yelmer Buurman    | 1:33.923 |
| 9    | Sevilla FC           | Ultimate Motorsport     | Esteban Guerrieri | 1:23.036 |
| 10   | Liverpool FC         | Hitech Racing           | Adrián Vallés     | 1:34.551 |
| 11   | CR Flamengo          | Delta / ADR             | Enrique Bernoldi  | 1:23.067 |
| 12   | FC Porto             | Hitech Racing           | Tristan Gommendy  | 1:34.687 |
| 13   | Atlético de Madrid   | Alan Docking Racing     | Ho-Pin Tung       | 1:25.141 |
| 14   | Olympique Lyonnais   | Barazi Epsilon          | Nelson Panciatici | 1:34.727 |
| 15   | PSV Eindhoven        | Azerti Motorsport       | Dominick Muermans | 1:26.199 |
| 16   | FC Midtjylland       | Hitech Racing           | Kasper Andersen   | 1:35.095 |
| 17   | Galatasaray SK       | Ultimate Motorsport     | Scott Mansell     | 1:26.623 |
| 18   | Sporting CP          | Zakspeed                | Pedro Petiz       | 1:36.933 |

| Cor | Observação |
| --- | --- |
|     | Devido às condições climatéricas adversas, as eliminatórias foram canceladas. Como os melhores tempos foram obtidos pelas equipas do Grupo A, os carros deste grupo ficaram com as posições ímpares da grelha de partida, enquanto que os carros do Grupo B partiram das posições pares. |

##### Classificação
| Pos                                                                         | Clube                | Equipa de Automobilismo | Piloto            | Tempo/Aband.         | Voltas | Grelha de Partida | Pontos |
| --------------------------------------------------------------------------- | -------------------- | ----------------------- | ----------------- | -------------------- | ------ | ----------------- | ------ |
| 1                                                                           | FC Basel             | GU-Racing International | Max Wissel        | 45:15.840            | 31     | 3º                | 50     |
| 2                                                                           | Rangers FC           | Alan Docking Racing     | John Martin       | +2.180s              | 31     | 5º                | 45     |
| 3                                                                           | SC Corinthians       | Alan Docking Racing     | Antônio Pizzonia  | +3.121s              | 31     | 1º                | 40     |
| 4                                                                           | AC Milan             | Azerti Motorsport       | Giorgio Pantano   | +3.953s              | 31     | 4º                | 36     |
| 5                                                                           | Tottenham Hotspur FC | Alan Docking Racing     | Craig Dolby       | +11.490s             | 31     | 6º                | 32     |
| 6                                                                           | Liverpool FC         | Hitech Racing           | Adrián Vallés     | +12.582s             | 31     | 10º               | 29     |
| 7                                                                           | AS Roma              | Azerti Motorsport       | Jonathan Kennard  | +16.415s             | 31     | 7º                | 26     |
| 8                                                                           | FC Porto             | Hitech Racing           | Tristan Gommendy  | +16.853s             | 31     | 12º               | 23     |
| 9                                                                           | Atlético de Madrid   | Alan Docking Racing     | Ho-Pin Tung       | +23.533s             | 31     | 13º               | 20     |
| 10                                                                          | FC Midtjylland       | Hitech Racing           | Kasper Andersen   | +24.487s             | 31     | 16º               | 18     |
| 11                                                                          | Sevilla FC           | Ultimate Motorsport     | Esteban Guerrieri | +25.839s             | 31     | 9º                | 16     |
| 12                                                                          | Sporting CP          | Zakspeed                | Pedro Petiz       | +1:05.223s           | 31     | 18º               | 14     |
| 13                                                                          | Galatasaray SK       | Ultimate Motorsport     | Scott Mansell     | +1 volta             | 30     | 17º               | 12     |
| 14                                                                          | Olympique Lyonnais   | Barazi Epsilon          | Nelson Panciatici | +1 volta             | 30     | 14º               | 10     |
| 15                                                                          | PSV Eindhoven        | Azerti Motorsport       | Dominick Muermans | +1 volta             | 30     | 15º               | 8      |
| 16 (DNF)                                                                    | RSC Anderlecht       | Zakspeed                | Yelmer Buurman    | Caixa de Velocidades | 7      | 8º                | 7      |
| 17 (DNF)                                                                    | Olympiacos CFP       | GU-Racing International | Davide Rigon      | Pressão da gasolina  | 3      | 2º                | 6      |
| 18 (DNF)                                                                    | CR Flamengo          | Delta / ADR             | Enrique Bernoldi  | Pião                 | 0      | 11º               | 5      |
| Volta mais rápida: FC Basel, GU-Racing International, Max Wissel - 1:19.662 |                      |                         |                   |                      |        |                   |        |

Nota: NC: Não começou a corrida; DNF: Não acabou a corrida
| Cor | Observação                     |
| --- | ------------------------------ |
|     | Qualificados para a 3ª Corrida |

#### Corrida 2
Nota: A grelha de partida para a 2ª Corrida corresponde à inversão total das posições finais da 1ª Corrida (por exemplo: o último da 1ª Corrida partirá em 1º para a 2ª Corrida)
| Pos                                                                                 | Clube                | Equipa de Automobilismo | Piloto            | Tempo/Aband. | Voltas | Grelha de Partida | Pontos |
| ----------------------------------------------------------------------------------- | -------------------- | ----------------------- | ----------------- | ------------ | ------ | ----------------- | ------ |
| 1                                                                                   | FC Porto             | Hitech Racing           | Tristan Gommendy  | 45:36.002    | 30     | 11º               | 50     |
| 2                                                                                   | Sporting CP          | Zakspeed                | Pedro Petiz       | +4.691s      | 30     | 7º                | 45     |
| 3                                                                                   | FC Basel             | GU-Racing International | Max Wissel        | +6.623s      | 30     | 18º               | 40     |
| 4                                                                                   | Tottenham Hotspur FC | Alan Docking Racing     | Craig Dolby       | +7.776s      | 30     | 14º               | 36     |
| 5                                                                                   | FC Midtjylland       | Hitech Racing           | Kasper Andersen   | +10.187s     | 30     | 9º                | 32     |
| 6                                                                                   | Liverpool FC         | Hitech Racing           | Adrián Vallés     | +11.540s     | 30     | 13º               | 29     |
| 7                                                                                   | Atlético de Madrid   | Alan Docking Racing     | Ho-Pin Tung       | +17.468s     | 30     | 10º               | 26     |
| 8                                                                                   | SC Corinthians       | Alan Docking Racing     | Antônio Pizzonia  | +17.907s     | 30     | 16º               | 23     |
| 9                                                                                   | Olympique Lyonnais   | Barazi Epsilon          | Nelson Panciatici | +40.632s     | 30     | 5º                | 20     |
| 10                                                                                  | AS Roma              | Azerti Motorsport       | Jonathan Kennard  | +41.002s     | 30     | 12º               | 18     |
| 11                                                                                  | PSV Eindhoven        | Azerti Motorsport       | Dominick Muermans | +54.946s     | 30     | 4º                | 16     |
| 12                                                                                  | Galatasaray S.K.     | Ultimate Motorsport     | Scott Mansell     | +56.634s     | 30     | 6º                | 14     |
| 13 (NA)                                                                             | Sevilla FC           | Ultimate Motorsport     | Esteban Guerrieri | NA           | 10     | 8º                | 12     |
| 14 (NA)                                                                             | CR Flamengo          | Delta / ADR             | Enrique Bernoldi  | NA           | 11     | 1º                | 10     |
| 15 (NA)                                                                             | Olympiacos CFP       | GU-Racing International | Davide Rigon      | NA           | 3      | 2º *1             | 8      |
| 16 (NA)                                                                             | Rangers FC           | Alan Docking Racing     | John Martin       | NA           | 1      | 17º               | 7      |
| 17 (NA)                                                                             | AC Milan             | Azerti Motorsport       | Giorgio Pantano   | NA           | 0      | 15º               | 6      |
| NC                                                                                  | R.S.C. Anderlecht    | Zakspeed                | Yelmer Buurman    | NC           | NC     | 3º                | 0      |
| Volta mais rápida: SC Corinthians, Alan Docking Racing, Antônio Pizzonia - 1:19.400 |                      |                         |                   |              |        |                   |        |

*1: O Olympiacos CFP partiu da via das boxes.

Nota: NC: Não começou a corrida; NA: Não acabou a corrida
| Cor | Observação                     |
| --- | ------------------------------ |
|     | Qualificados para a 3ª Corrida |

#### Corrida 3Super-Final
Nota: Esta corrida destina-se a encontrar o 'Vencedor do Fim-de-Semana'. É disputada entre os 3 melhores de cada uma das duas primeiras corridas. Contudo, como o FC Basel ficou no pódio nas duas corridas, participou também nesta corrida o Tottenham Hotspur FC, que foi a equipa que melhor média de resultados teve no conjunto das 2 primeiras corridas sem ir ao pódio. Esta corrida não dá pontos para o campeonato. A recompensa desta corrida é de 100.000€ para o vencedor.
| Pos                                                                      | Clube                | Equipa de Automobilismo | Piloto           | Tempo/Aband. | Voltas | Grelha de Partida |
| ------------------------------------------------------------------------ | -------------------- | ----------------------- | ---------------- | ------------ | ------ | ----------------- |
| 1                                                                        | Rangers FC           | Alan Docking Racing     | John Martin      | 6:43.077     | 5      | 3º                |
| 2                                                                        | Tottenham Hotspur FC | Alan Docking Racing     | Craig Dolby      | +3.750s      | 5      | 6º                |
| 3                                                                        | FC Basel             | GU-Racing International | Max Wissel       | +6.210s      | 5      | 1º                |
| 4                                                                        | SC Corinthians       | Alan Docking Racing     | Antônio Pizzonia | +7.843s      | 5      | 5º                |
| 5                                                                        | FC Porto             | Hitech Racing           | Tristan Gommendy | +10.009s     | 5      | 2º                |
| 6                                                                        | Sporting CP          | Zakspeed                | Pedro Petiz      | +31.633s     | 5      | 4º                |
| Volta mais rápida: FC Porto, Hitech Racing, Tristan Gommendy - 1:19.194) |                      |                         |                  |              |        |                   |

Nota: NC: Não começou a corrida; NA: Não acabou a corrida

### Tabela do campeonato após a corrida
Nota: Só as cinco primeiras posições estão incluídas na tabela.
| Pos | Var     | Clube                | Equipa de Automobilismo | Piloto           | Pontos |
| --- | ------- | -------------------- | ----------------------- | ---------------- | ------ |
| 1   | Estável | Liverpool FC         | Hitech Racing           | Adrián Vallés    | 217    |
| 2   | Aumento | FC Basel             | GU-Racing International | Max Wissel       | 207    |
| 3   | Estável | Tottenham Hotspur FC | Alan Docking Racing     | Craig Dolby      | 196    |
| 4   | Aumento | AC Milan             | Azerti Motorsport       | Giorgio Pantano  | 154    |
| 5   | Aumento | FC Porto             | Hitech Racing           | Tristan Gommendy | 146    |

## Ver Também
- Donington Park